# Dia Internacional do Direito à Verdade sobre as Violações dos Direitos Humanos e pela Dignidade das Vítimas
A Assembleia Geral das Nações Unidas proclama o dia 24 de março como o Dia Internacional do Direito à Verdade sobre as Violações dos Direitos Humanos e pela Dignidade das Vítimas.
Nessa data, em 1980, o arcebispo católico salvadorenho Óscar Romero, um fervoroso defensor da causa dos Direitos humanos em seu país, foi assassinado.

## Celebração
Em 21 de dezembro de 2010, a Assembleia Geral das Nações Unidas, por meio da Resolução 65/196, “proclama o dia 24 de março como o Dia Internacional do Direito à Verdade sobre as Violações dos Direitos Humanos e pela Dignidade das Vítimas. Ela convida todos os Estados-membros, organizações do sistema das Nações Unidas e outras organizações internacionais, bem como entidades da sociedade civil, incluindo organizações não governamentais e indivíduos, a observar o Dia Internacional de maneira apropriada”.
Direito 
O direito à verdade é frequentemente invocado no contexto de violações graves dos direitos humanos e de violações graves do direito humanitário. As vítimas e os parentes das vítimas de execuções sumárias, desaparecimentos forçados, desaparecimentos, sequestros de crianças ou tortura exigem saber o que aconteceu. O direito à verdade implica ter conhecimento total e completo dos atos ocorridos, das pessoas que participaram deles e das circunstâncias específicas, em especial as violações perpetradas e sua motivação.
Dia Internacional
Todo dia 24 de março celebramos o Dia Internacional do Direito à Verdade sobre as Violações Graves dos Direitos Humanos e da Dignidade das Vítimas.
Com esse Dia Internacional, prestamos homenagem todos os anos à memória do Monsenhor Óscar Arnulfo Romero, assassinado em 24 de março de 1980. Monsenhor Romero denunciou ativamente as violações dos direitos humanos contra as pessoas mais vulneráveis em El Salvador.
Objetivos
O objetivo do Dia é:
- Promover a memória das vítimas de violações graves e sistemáticas dos direitos humanos e a importância do direito à verdade e à justiça;
- Prestar homenagem àqueles que dedicaram suas vidas à luta para promover e proteger os direitos humanos para todos e àqueles que perderam suas vidas em seus esforços;
- Reconhecer, em particular, o importante trabalho e os valores do Monsenhor salvadorenho Óscar Arnulfo Romero, promotor e defensor dos direitos humanos em seu país. Seu trabalho foi reconhecido internacionalmente graças às suas mensagens, nas quais denunciava as violações dos direitos humanos das populações mais vulneráveis no contexto dos conflitos armados. Como humanista e defensor da dignidade humana, seus constantes apelos ao diálogo e sua oposição a todas as formas de violência para evitar confrontos armados custaram-lhe a vida em 24 de março de 1980.
— Organização das Nações Unidas 